# Evaluación ambiental
El propósito de la evaluación ambiental es asegurar, al planificador, que las opciones de desarrollo bajo consideración sean ambientalmente adecuadas y sustentables, y que toda consecuencia ambiental sea reconocida pronto en el ciclo del proyecto y tomada en cuenta para el diseño del mismo. Es de vital importancia que el planificador tenga en cuenta el conjunto de elementos del sistema ambiental, que le permitan un análisis holístico de la situación a evaluar, tomando en cuenta las potencialidades y oportunidades con que cuenta.

## Utilidad de la evaluación
La evaluación ambiental identifica maneras de mejorar ambientalmente los proyectos y minimizar, atenuar, o compensar los impactos adversos. Alertan pronto a los diseñadores del proyecto, las agencias ejecutoras, y su personal, sobre la existencia de problemas, por lo que las evaluaciones ambientales:
- Posibilitan tratar los problemas ambientales de manera oportuna y práctica;
- Reducen la necesidad de imponer limitaciones al proyecto, porque se puede tomar los pasos apropiados con anticipación o incorporarlos dentro del diseño del proyecto; y,
- Ayudan a evitar costos y demoras en la implementación producidos por problemas ambientales no anticipados.

Así mismo la evaluación ambiental permite ponderar las oportunidades de mejoramiento en la calidad y equilibrio de un sistema en función del factor antrópico que se ve afectado positiva o negativamente pero de manera directa.
Las evaluaciones ambientales también proporcionan un mecanismo formal para la coordinación interinstitucional, y para tratar las preocupaciones de los grupos afectados y organizaciones no gubernamentales locales.
Además, pueden desempeñar un papel central en el fortalecimiento de la capacidad ambiental del país, de este modo el proceso que se lleva a cabo en la evaluación ambiental y en las evaluaciones ambientales permiten identificar las potencialidade del país no solo en términos ecológicos, sino también en relación con la capacidad de transformación que tienen las mismas comunidades o grupos humanos.
Al igual que los análisis económicos, financieros, institucionales y de ingeniería, la evaluación ambiental forma parte de la preparación de un proyecto, y por tanto es responsabilidad del prestatario. La evaluación ambiental se encuentra íntimamente ligada a otros aspectos de la preparación del proyecto, lo cual garantiza que:
- Las consideraciones ambientales cobren su debida importancia durante la toma de decisiones referentes a la selección, ubicación y diseño del proyecto; y,
- Su realización no retrase indebidamente el procesamiento del proyecto. Así mismo es importante que no todos los desequilibrios de un sistema ecológico puede considerarse una problemática ambiental, pues dicho desequilibrio puede devenir precisamente de alguna alteración natural en las cadenas tropficas de los organismos que se encuentran involucrados.

## Tipos de análisis ambiental

### Evaluaciones ambientales para proyectos específicos
Las evaluaciones ambientales para proyectos específicos sirven para analizar justamente estos proyectos específicos de inversión (p.ej. represas, fábricas, sistemas de riego), que presentan problemas ambientales significativos. El detalle y la sofisticación del análisis deben ser en función a los impactos anticipados.
Una evaluación ambiental para un proyecto específico debe normalmente abarcar:
- Las actuales condiciones ambientales de "base"; es decir que la construcción de la línea base ha de ser el principal punto de partida para la posterior emisión de un concepto alrededor del sistema ambiental.
- Los potenciales impactos ambientales directos e indirectos, incluyendo oportunidades para mejorar el medio ambiente; sin que se provoque detrimento de ninguno de los demás componentes del sistema ambiental.
- La sistemática comparación ambiental entre las alternativas para inversión, ubicación, tecnología y diseño; buscando siempre la conservación del recurso y la maximización del mismo pero con un alto sentido de responsabilidad social y sostenibilidad.
- Las medidas preventivas, atenuantes y compensatorias, generalmente en forma de un plan de acción; que necesariamente incluyan el criterio de la población que se ve directa e indirectamente afectada, para que con base en su participación, sean medidas de compensación consensuadas y no impuestas.
- La administración y capacitación ambiental.
- El seguimiento a cada uno de los pasos del proceso.

En lo posible, deben ser cuantificados el capital y los costos periódicos, los requerimientos de selección, capacitación y monitoreo del personal ambiental, y los beneficios de las alternativas y medidas atenuantes propuestas. Deberían también indicarse las cargas energéticas e intercambios que se producirán como parte del proyecto a implementar partiendo de la presente evaluación ambiental.

### Las evaluaciones ambientales regionales y sectoriales
Se emplean las evaluaciones ambientales Regionales cuando varias actividades significativas de desarrollo, cuyos impactos son potencialmente acumulativos, son planificadas para un área relativamente reducida. En tales casos, generalmente son más eficientes que una serie de evaluaciones para proyectos específicos, y pueden identificar problemas que estos últimos podrían pasar por alto (p.ej. la interacción entre desechos, o la competencia para el uso del agua o la tierra). Las evaluaciones regionales comparan los escenarios alternativos de desarrollo, recolectando información diagnostica sobre el conjunto de potencialidades naturales y humanas en el marco de los planes de ordenamiento del territorio y recomendando tasas de crecimiento y modelos y políticas ambientalmente sustentables para el uso de la tierra. El área del estudio es normalmente definida a partir de consideraciones físicas o biológicas (p.ej. área climática, tipo de hábitat, cuenca de un río), y puede, a veces cruzar las fronteras nacionales; sin embargo, las evaluaciones ambientales regionales con enfoque institucional podrían regirse más bien por fronteras administrativas y que contemplan en análisis de emplazamiento de las poblaciones y el área de influencia y de acción en el radio de la zona a afectar o intervenir mediante el proyecto para el cual se realizará la evaluación ambiental.
La evaluación ambiental sectorial es empleada en el diseño de programas de inversiones sectoriales. Es particularmente adecuado para estudiar:
- Las alternativas de inversión sectorial.
- El efecto de los cambios en la política sectorial.
- Las capacidades instalada y de capital humano así como los requisitos institucionales para el estudio, implementación y monitoreo ambiental a nivel sectorial.
- Los impactos acumulados de muchas inversiones similares y, relativamente, pequeñas que no ameritan evaluaciones ambientales individuales para proyectos específicos. es decir que deben tenerse en cuenta los proyectos que precedieron la propuesta para la cual se está levantando la línea base y construyendo la evaluación ambiental.

En algunos casos, las evaluaciones ambientales regionales o sectoriales cumplen con todos los requisitos normales de evaluaciones ambientales para proyectos específicos. Con mayor frecuencia, aún son necesarias, estas últimas, para importantes inversiones, pero las evaluaciones ambientales regionales o sectoriales habrán identificado los problemas pertinentes, recolectado gran parte de los datos y, en general, reduciendo notablemente el trabajo necesario para las evaluaciones de impactos ambientales de proyectos específicos.

## Normativa de evaluación ambiental

### Convenios Internacionales
CONVENIO SOBRE LA EVALUACIÓN DEL IMPACTO AMBIENTAL EN UN CONTEXTO TRANSFRONTERIZO
Protocolo sobre EvaluaciÛn EstratÈgica del Medio Ambiente de la ConvenciÛn sobre la EvaluaciÛn del Impacto Ambiental en un Contexto Transfronterizo.

### Unión Europea
La normativa de evaluación ambiental de la Unión Europea, aplicable a todo el Espacio Económico Europeo, es la Directiva 2011/92/UE, modificada por la Directiva 2014/52/UE.
DIRECTIVA 2014/52/UE DEL PARLAMENTO EUROPEO Y DEL CONSEJO de 16 de abril de 2014 por la que se modifica la Directiva 2011/92/UE, relativa a la evaluación de las repercusiones de determinados proyectos públicos y privados sobre el medio ambiente.

### Española
Ley 21/2013, de 9 de diciembre, de evaluación ambiental.
Real Decreto Legislativo 1/2008, de 11 de enero, por el que se aprueba el texto refundido de la Ley de Evaluación de Impacto Ambiental de proyectos.

## Alternativas para las evaluaciones ambientales
Los enfoques alternativos que se concentran en una gama más reducida de problemas, son aceptables para muchos tipos de proyectos, especialmente los más pequeños y aquellos que no se encuentran en áreas ambientalmente frágiles. Estos enfoques pueden ser más efectivos en integrar las preocupaciones ambientales, dentro del proceso de planificación del prestatario. Tales enfoques alternativos incluyen:
- Programas para el manejo integrado de plagas para muchos proyectos agrícolas, que no implican importantes obras de riego o desarrollo de tierras; para superar estas aparentes limitaciones, se hace necesario la consolidación de equipos interdisciplinarios.
- Criterios de diseño ambiental y normas de contaminación, específicos para plantas industriales a pequeña o mediana escala; y las posibles alternativas de compensación a los sistemas naturales y antrópicos. Y también la posibilidad de implementar tecnologías limpias aún en procesos semi industriales emergentes.
- Criterios de diseño ambiental y programas de supervisión de la construcción, específicos para proyectos de obras rurales a pequeña escala.